# 北斗市立久根別小学校
北斗市立久根別小学校（ほくとしりつ くねべつしょうがっこう）は、北海道北斗市にある公立小学校。略称は久根小（くねしょう）。

## 概要
北斗市東浜に所在する小学校で、1982年に開校した。吹奏楽部などが部活動として活動している。

## 沿革
- 1982年（昭和57年） - 上磯町立久根別小学校として開校。
- 1989年（平成元年） - 平成元･2渡島教育局研究指定校に指定。
- 1991年（平成3年） - 平成3･4年文部省小学校教育課程研究指定校に指定。
- 1992年（平成4年） - 開校10周年記念兼文部省指定公開研究会を開催。
- 1995年（平成7年） - 久根別小学校吹奏楽部を発足。
- 2001年（平成13年） - 平成13･14年渡島教育局研究指定校に指定。
- 2002年（平成14年） - 開校20周年記念兼渡島教育局指定公開研究会を開催。
- 2003年（平成15年） - 開校20周年記念式典を挙行。吹奏楽部が東日本大会に出場。
- 2006年（平成18年） - 町合併に伴い、「北斗市立久根別小学校」に改称。
- 2007年（平成19年） - 吹奏楽部が東日本大会に出場。
- 2009年（平成21年） - 滑田鬼剣舞愛好会が岩手県北上市にて感謝状を受賞。吹奏楽部が日本管弦合奏コンテスト全国大会にて最優秀賞を受賞。
- 2010年（平成22年） - 滑田鬼剣舞愛好会が第49回北上・みちのく芸能祭りに出演。北上市より感謝状を贈呈。吹奏楽部が東日本大会にて金賞を受賞。吹奏楽部が日本管弦合奏コンテスト全国大会にて最優秀賞並びにブレーン賞を受賞。
- 2012年（平成24年） - 開校30周年記念として、記念誌を発行。

## 部活動
- 吹奏楽部